# IMAGE CRAFT
IMAGE CRAFT（イメージクラフト）は、ビジュアルアーツのアダルトゲームブランドの一つ。北海道札幌市を活動拠点にしている。
本項では、サブブランドのOz PROJECT（オズ・プロジェクト）及びぷち蔵（ぷちぞう）についても解説する。

## 概要
1998年に「僕の為に鐘は鳴る」でデビュー。ビジュアルアーツ所属ブランドの中では古参に属するが、メインブランドのIMAGE CRAFTは2004年発売の「SlowStep 初めての恋愛」を最後に、また2003年に設立されたサブブランド・ぷち蔵は「Another Green World」1作限りで活動を休止しており、現在は2000年に設立されたフェティシズム色の強いサブブランド・Oz PROJECTのみが活動を継続している。

## タイトル一覧

### IMAGE CRAFT
- 僕の為に鐘は鳴る
- JELLY 〜ゼリー〜
- I-DOLL
- 淫妹BABY
- SlowStep 初めての恋愛

### Oz PROJECT
- Baby Face 〜ベビーフェイス〜
- し〜まにあ 天使の雫
- 放課後激写倶楽部 〜淫欲のモチーフ〜
- 無差別恋愛 〜ボクって玩具?〜

### ぷち蔵
- Another Green World